# سفر محمود احمدی‌نژاد به نیویورک (۱۳۸۷)

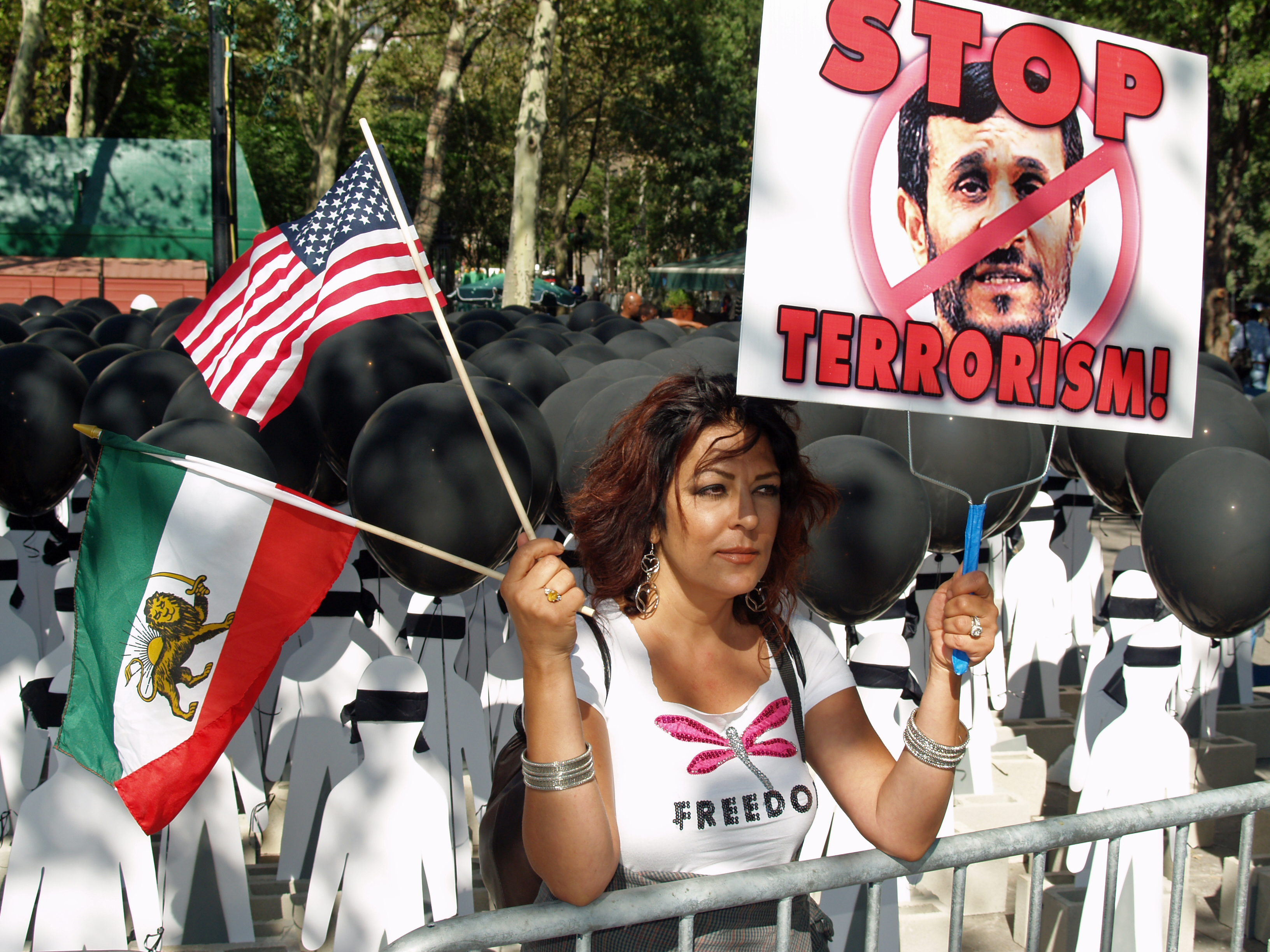
تصویر یک تظاهرکننده ایرانی آمریکایی با پرچم شیر و خورشید و پرچم آمریکا، علیه سفر محمود احمدی‌نژاد در سال ۱۳۸۷ به نیویورک.

محمود احمدی‌نژاد، رئیس جمهور نظام جمهوری اسلامی ایران برای شرکت در شصت و سومین اجلاس سالیانه مجمع عمومی سازمان ملل متحد سال ۱۳۸۷ در اوایل مهر این سال همراه با هیئت عالی رتبه عازم نیویورک شد. 
او در سفر خود به نیویورک علاوه بر سخنرانی در اجلاس نیازهای توسعه آفریقا و اجلاس سالیانه مجمع عمومی سازمان ملل، با تنی چند از شخصیتهای خبری آمریکا از جمله لری کینگ، مجری شبکه خبری سی‌ان‌ان مصاحبه کرد. در دیدار وی با لری کینگ احمدی‌نژاد درباره  تفاوت صهیونیست‌ها و یهودی‌ها صحبت کرد و این که صهیونیست‌ها دین ندارند و ما با یهودی‌ها مشکلی نداریم. احمدی نژاد در این مصاحبه گفت که دولت آمریکا به هیئت ایرانی برای مسافرت به لس آنجلس و کالیفرنیا ویزا نداده است.
وی همچنین با ایرانیان مقیم آمریکا دیدار و گفتگو کرد. 
در جریان اقامت وی، همچون سفر محمود احمدی‌نژاد به نیویورک در سال ۱۳۸۶، تظاهرات گسترده‌ای صورت گرفت.